# Misje dyplomatyczne Papui-Nowej Gwinei

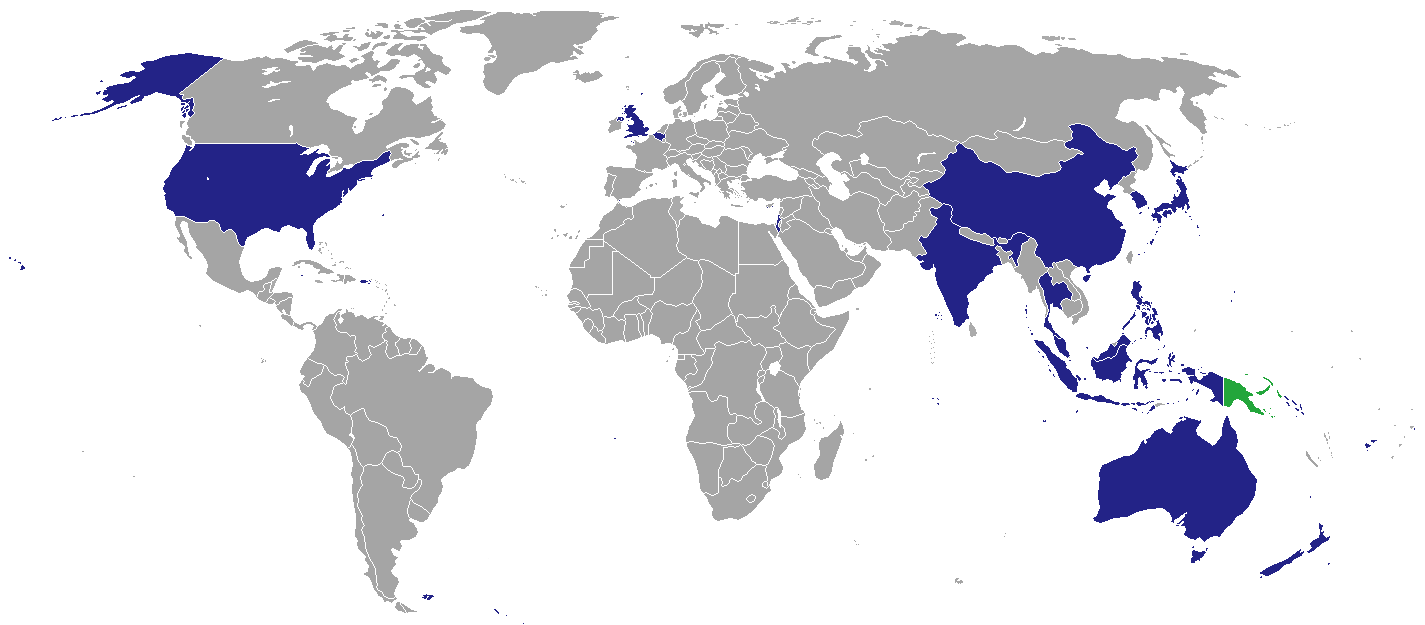
Kraje, w których Niezależne Państwo Papui-Nowej Gwinei ma swoje przedstawicielstwa dyplomatyczne

Misje dyplomatyczne Papui-Nowej Gwinei – przedstawicielstwa dyplomatyczne Niezależnego Państwa Papui-Nowej Gwinei przy innych państwach i organizacjach międzynarodowych. Poniższa lista zawiera wykaz obecnych ambasad, wysokich komisji i konsulatów zawodowych. Nie uwzględniono konsulatów honorowych.

## Europa

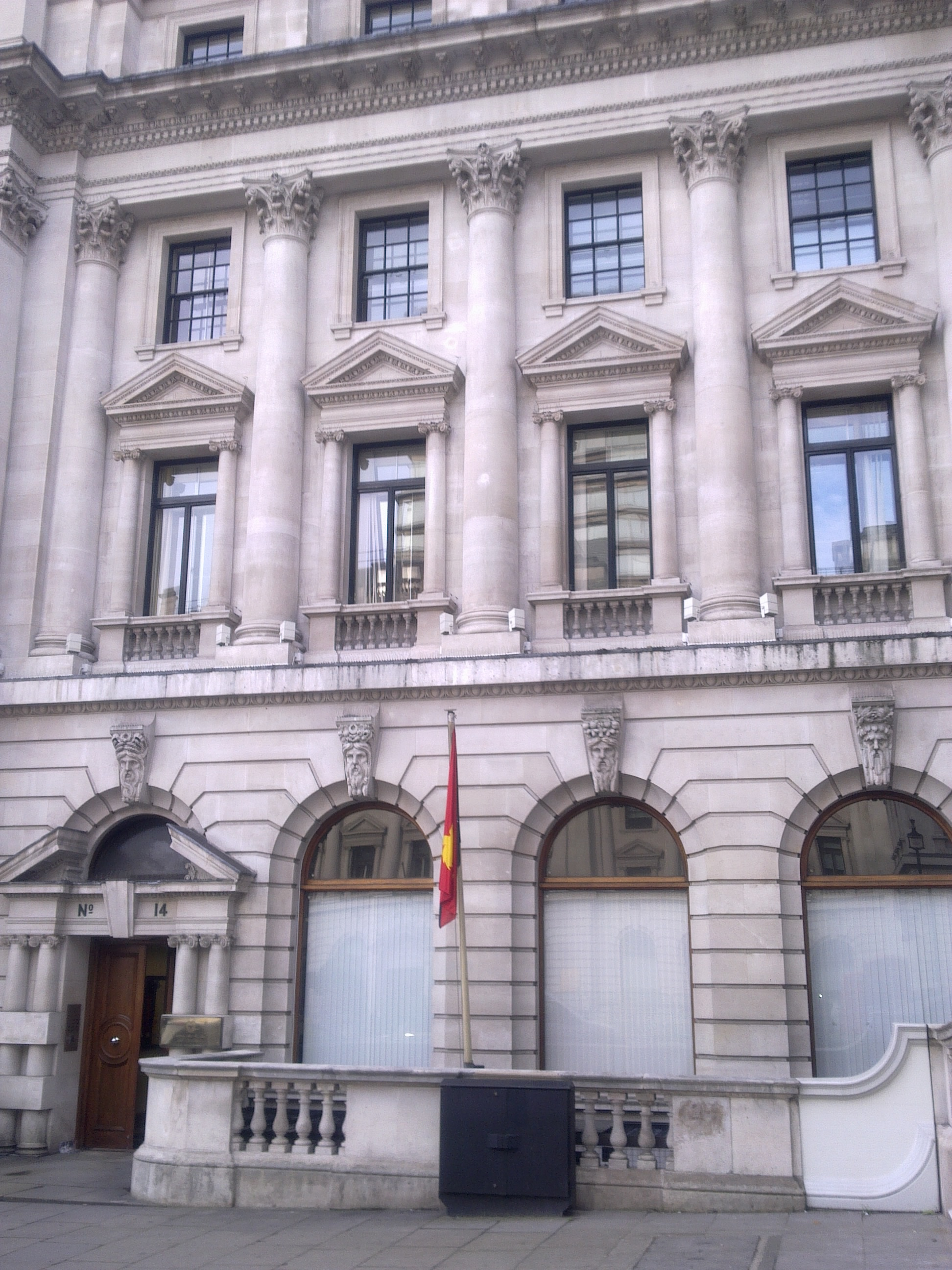
Wysoka Komisja Papui-Nowej Gwinei w Londynie

- Belgia
  - Bruksela (Ambasada)
- Wielka Brytania
  - Londyn (Wysoka komisja)

## Ameryka Północna, Środkowa i Karaiby

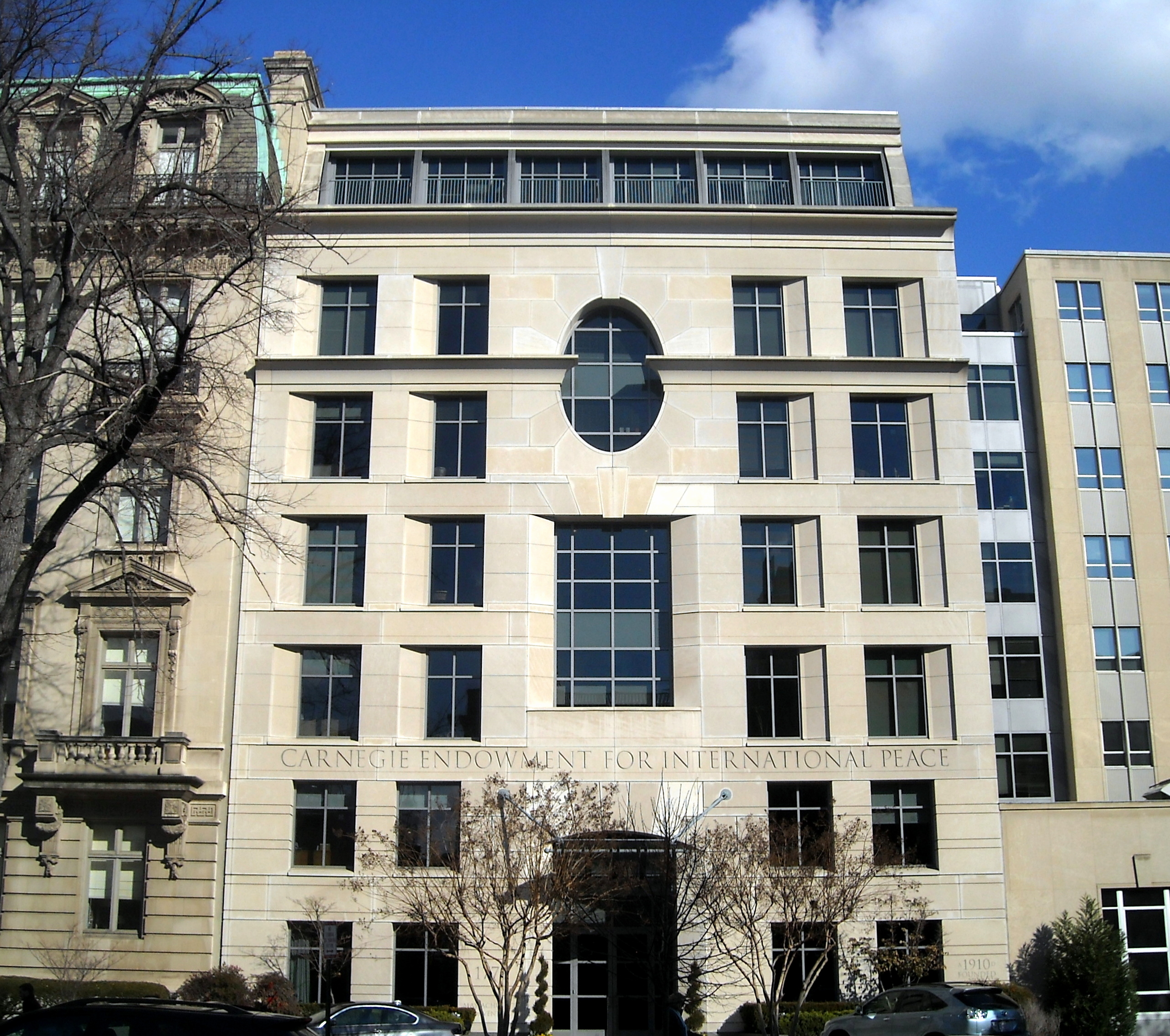
Ambasada Papui-Nowej Gwinei w Waszyngtonie

- Stany Zjednoczone
  - Waszyngton (Ambasada)

## Azja
- Chiny
  - Pekin (Ambasada)
- Filipiny
  - Manila (Ambasada)
- Indie
  - Nowe Delhi (Wysoka komisja)
- Indonezja
  - Dżakarta (Ambasada)
  - Jayapura (Konsulat generalny)
- Japonia
  - Tokio (Ambasada)
- Korea Południowa
  - Seul (Ambasada)
- Malezja
  - Kuala Lumpur (Wysoka komisja)
- Singapur
  - Singapur (Wysoka komisja)
- Tajwan

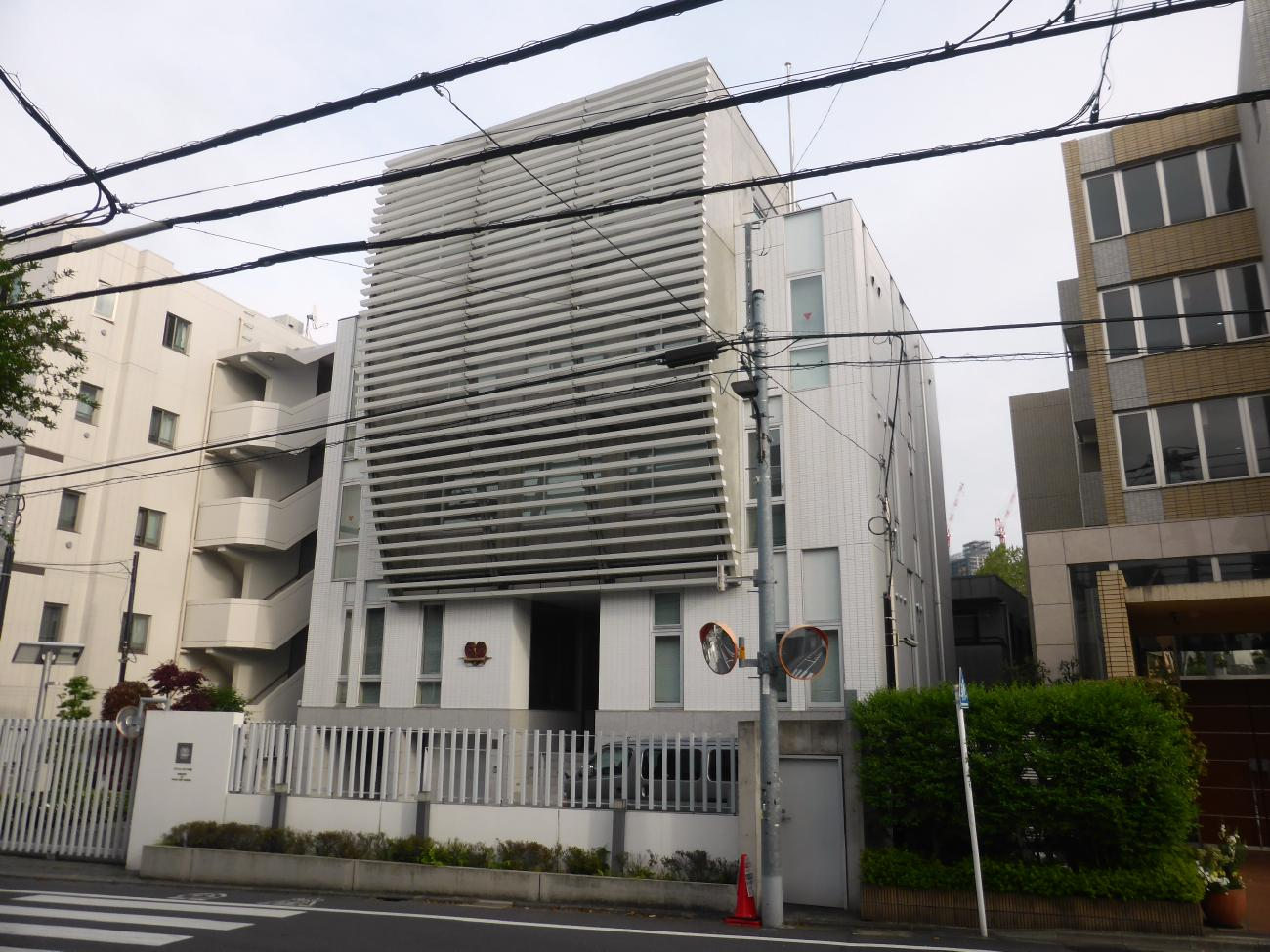
Ambasada Papui-Nowej Gwinei w Tokio

  - Tajpej (Biuro Handlu Papui-Nowej Gwinei)

## Australia i Oceania

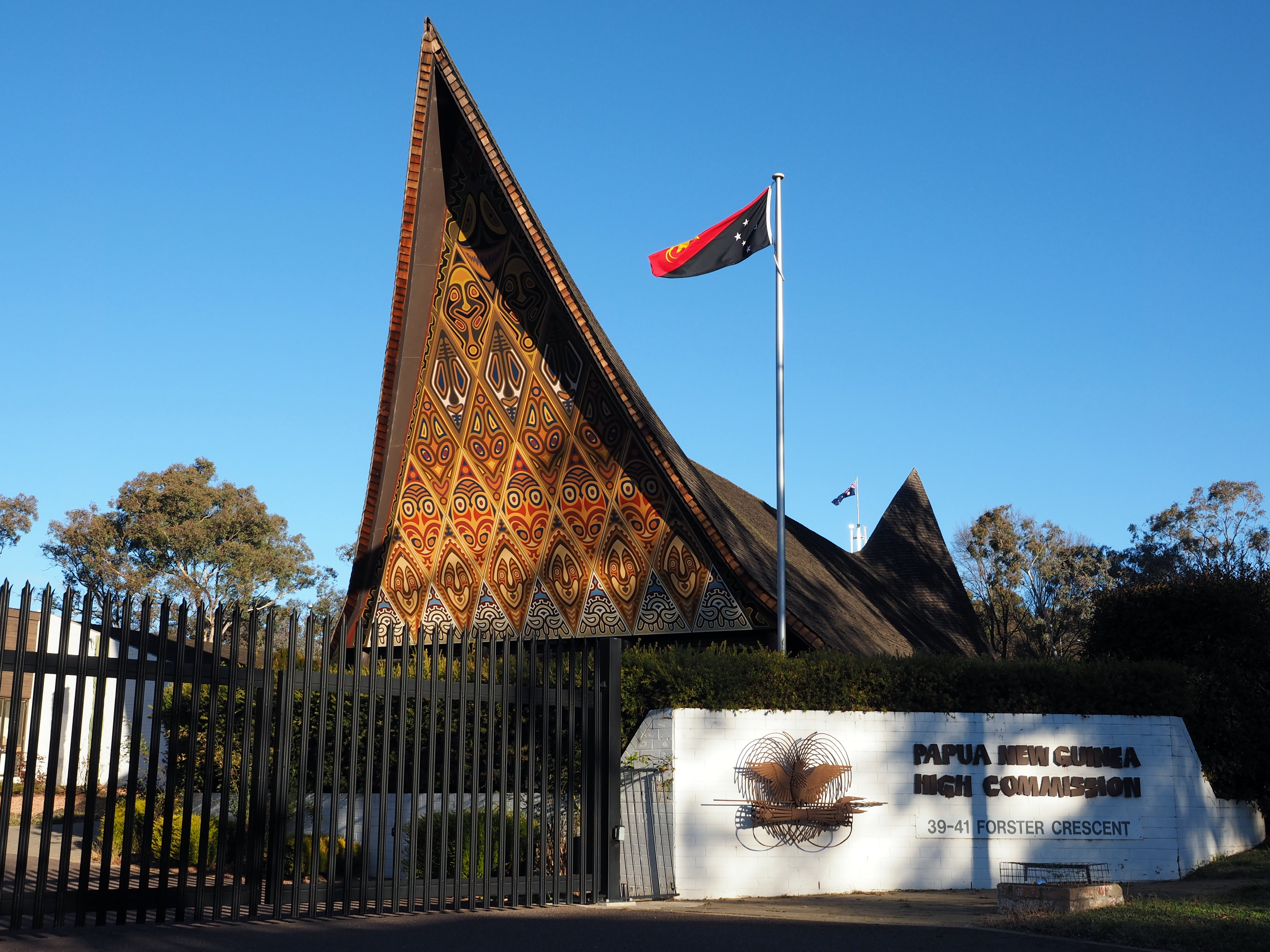
Wysoka Komisja Papui-Nowej Gwinei w Canberze

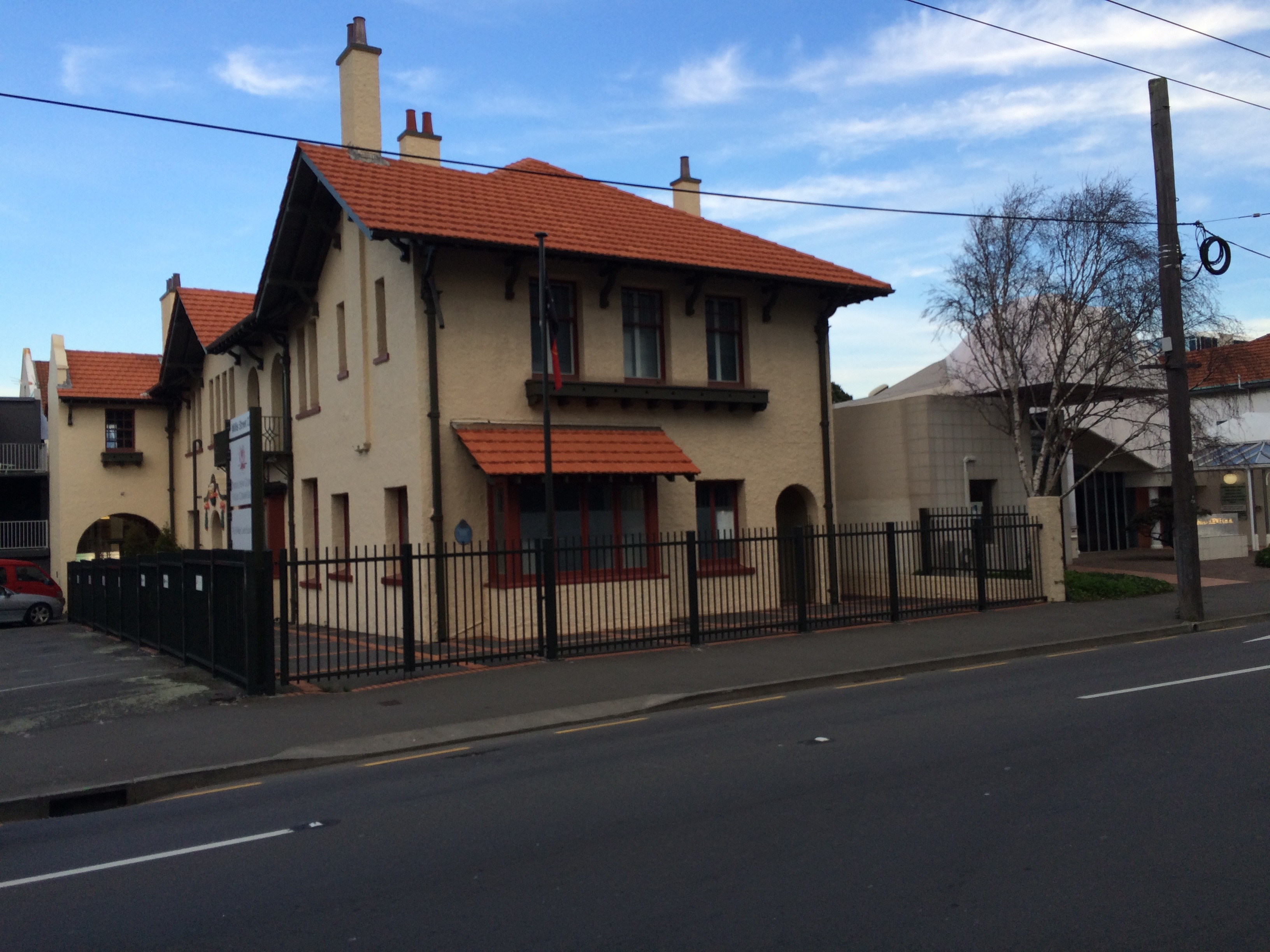
Wysoka Komisja Papui-Nowej Gwinei w Wellington

- Australia
  - Canberra (Wysoka komisja)
  - Brisbane (Konsulat generalny)
  - Sydney (Konsulat generalny)
  - Cairns (Konsulat)
- Fidżi
  - Suva (Wysoka komisja)
- Nowa Zelandia
  - Wellington (Wysoka komisja)
- Wyspy Salomona
  - Honiara (Wysoka komisja)

## Organizacje międzynarodowe
- Nowy Jork - Stałe Przedstawicielstwo przy Organizacji Narodów Zjednoczonych
- Bruksela - Stałe Przedstawicielstwo przy Unii Europejskiej